# Violet Brown
Violet Brown, född Mosse 10 mars 1900 i Trelawny på Jamaica, död 15 september 2017 i Montego Bay på Jamaica, var en jamaicansk kvinna som då hon avled 117 år och 189 dagar gammal var världens äldsta levande person sedan italienskan Emma Moranos död den 15 april 2017 och tillsammans med den fem månader yngre japanskan Nabi Tajima, som blev den äldsta levande personen efter hennes död, de sista två levande personerna födda under 19:e århundradet (1801–1900).
Brown var den äldsta jamaicanen någonsin, den tredje äldsta (fjärde äldsta sedan Nabi Tajima passerade om den 9 februari 2018) av hittills endast sju fullt verifierade personer som levt till minst 117 års ålder (samtliga kvinnor) efter amerikanskan Sarah Knauss och kanadensiskan Marie-Louise Meilleur (om man inte räknar med fransyskan Jeanne Calment, japanen Shigechiyo Izumi och amerikanskan Lucy Hannah) och (fram till 9 februari 2018) den person som levt längst under tre århundraden.
Browns äldsta barn Harold Fairweather, som avled den 19 april 2017 97 år och 4 dagar gammal, tros vara den äldsta personen som haft en levande förälder.